# Yves Dreux
Yves Dreux est un entraîneur et driver français en trot.

## Biographie
Yves Dreux est né le 21 février 1957 à Saint-Berthevin. Sa famille fait partie du paysage du trot français depuis les années 1930, depuis l'achat par l'arrière-grand-père d'un château avec chevaux à l'entrainement. Yves Dreux est notamment le neveu de Georges et Annick Dreux, éleveurs  de tous les « Gédé » (Queila Gédé, Verdict Gédé, Insert Gédé, Prince Gédé…). Il baigne donc naturellement très rapidement dans le monde du cheval et remporte sa première course à l'âge de quatorze ans. Son écurie est installée depuis 1982 au Petit Bocage à L'Huisserie, en Mayenne. Bien qu'arrivant plusieurs fois dans le peloton de tête du Prix d'Amérique, la plus grande course de trot attelé au monde, et dans celui du Prix de Cornulier, la plus grande course au trot monté, il n'a jamais réussi à remporter ces deux prestigieuses épreuves. Néanmoins, il a gagné plus de 2 500 courses depuis le début de sa carrière ce qui en fait l'un des drivers et jockeys les plus titrés de France. Il a conquis à neuf reprises l'Étrier d'or, récompensant le jockey ayant remporté le plus de victoires dans l'année. Sa position à cheval, très particulière, et qui peut être vue comme précurseur de la monte « en avant » introduite par Philippe Masschaele au début des années 2000, le distinguait aisément au sein du peloton. À l'attelé, il fut en course le partenaire exclusif du crack Rêve d'Udon, avec lequel il a notamment remporté le championnat du monde à New York en 1990.

## Palmarès (comme entraîneur et/ou jockey ou driver)
France

### Attelé

#### Groupe 1
- Prix de France – 1 – Balou Boy (1998)
- Prix de Paris – 1 – Insert Gédé (2003)
- Critérium des 4 ans – 1 – Speedy Blue (2010)
- Critérium Continental – 1 – Nijinsky Blue (2005)
- Critérium des 5 ans  – 2 – Rêve d'Udon (1988), Balou Boy (1994)
- Prix René Ballière  – 5 – Rêve d'Udon (1989, 1990), Balou Boy (1996), Écrin Castelets (1998), Insert Gédé (2003)
- Prix de l'Atlantique  – 4 – Rêve d'Udon (1990, 1991), Insert Gédé (2003), Nouba du Saptel (2009)
- Prix Albert Viel – 1 – Alligator (1991)
- Prix de Sélection – 1 – Insert Gédé (2000)

#### Groupe 2
- Prix de Bourgogne – 3 – Rêve d'Udon (1989), Insert Gédé (2001, 2002)
- Prix du Bourbonnais – 3 – Balou Boy (1996, 1997), Insert Gédé (2001)
- Prix de Buenos–Aires – 3 – Strabo (1991, 1992), Écrin Castelets (1998)
- Prix d'Été – 2 – Rêve d'Udon (1991), Balou Boy (1994)
- Prix des Ducs de Normandie – 2 – Rêve d'Udon (1989, 1990)
- Prix de La Haye – 2 – Mirage  du Goutier (2005, 2006)
- Critérium de Vitesse de Basse–Normandie – 2 – Nouba du Saptel (2010, 2011)
- Prix de la Société d'encouragement – 2 – Rêve d'Udon (1989, 1990)
- Prix Ariste Hémard – 2 – Ugh (1990), Bleuet  de Crépon (1993)
- Prix Robert Auvray – 2 – Dandy Chouan (1996), Fetch (1998)
- Prix de la Société des steeple–chases de France – 2 – Espoir Mabon (1977), Rêve d'Udon (1989)
- Prix de Bretagne – 1 – Insert Gédé (2002)
- Prix de Belgique – 1 – Insert Gédé (2002)
- Grand Prix du Sud–Ouest – 1 – Rêve d'Udon (1991)
- Prix de l'Union européenne – 1 – Ugh (1991)
- Prix Jean–Luc Lagardère – 1 – Strabo (1991)
- Prix de Washington – 1 – Nouba du Saptel (2010)
- Clôture du Grand National du trot – 1 – Mirage  du Goutier (2006)
- Prix Doynel de Saint–Quentin – 1 – Siko le Grand (1989)
- Prix Abel Bassigny – 1 – Insert Gédé (1999)
- Prix Phaéton – 1 – Insert Gédé (2000)
- Prix Charles Tiercelin – 1 – Insert Gédé (2000)
- Prix Albert Demarcq – 1 – Insert Gédé (2001)
- Prix Henri Levesque – 1 – Insert Gédé (2001)
- Prix Louis Jariel – 1 – Insert Gédé (2001)
- Prix de Croix – 1 – Écu du Beziau (1997)
- Prix Paul Leguerney – 1 – Uthan (1990)
- Prix Emmanuel  Margouty – 1 – Bel Hêtre (1991)
- Prix Masina – 1 – Eyra de Bellouet (1995)
- Prix Maurice de Gheest – 1 – Lilium Madrik (2003)
- Prix Éphrem Houel – 1 – Lilium Madrik (2003)
- Prix Guy Deloison – 1 – Java Speed (2000)
- Prix Gaston de Wazières – 1 – Java Speed (2001)
- Prix Jean Le Gonidec – 1 – Nijinsky Blue (2006)
- Prix Ovide Moulinet – 1 – Nijinsky Blue (2006)

### Monté

#### Groupe 1
- Prix d'Essai – 8 – Mabrouka (1981), Nestoriac (1982), Quinze Janvier (1985), Speed Clayettois (1987), Touta (1988), Boadicée de Béval (1992), Duc de Janvier (1994), Jarifante Speed (2000)
- Prix de Vincennes – 5 – Mabrouka (1981), Nestoriac (1982), Speed Clayettois (1987), Boadicée de Béval (1992), Fra Diavolo (1996)
- Prix des Élites – 4 – Operigo (1983), Potin d'Amour (1986), Speed Clayettois (1989), Tahita de Yet (1990)
- Prix de Normandie – 3 – Potin d'Amour (1986), Speed Clayettois (1989), Tahita de Yet (1990)
- Prix des Centaures – 3 – Potin d'Amour (1987), Speed Clayettois (1988), Boadicée de Béval (1993)

- Saint–Léger des Trotteurs – 3 – Mabrouka (1981), Quinze Janvier (1985), Speed Clayettois (1987)
- Prix du Président de la République – 1 – Speed Clayettois (1988)

#### Groupe 2
- Prix Félicien  Gauvreau – 9 – Ladin d'Anglars (1980), Mabrouka (1981), Nestoriac (1982), Oranval (1983), Quinze Janvier (1985), Speed Clayettois (1987), Villebon (1990), Atout de Marjon (1991), Écu Du Béziau (1995)
- Prix Hémine – 8 – Mabrouka (1981), Operigo (1983), Quinze Janvier (1985), Speed Clayettois (1987), Touta (1988), Duc de Janvier (1994), Jarifante Speed (2000)
- Prix Édouard Marcillac – 8 – Hyoterie (1976), Mabrouka (1981), Quinze Janvier (1985), Speed Clayettois (1987), Un Kif (1989), Atout de Marjon (1991), Duc de Janvier (1994), Kyrielle Club (2001)
- Prix Pierre Gamare – 7 – Lola du Surf (1980), Mabrouka (1981), Quinze Janvier (1985), Speed Clayettois (1987), Touta (1988), Atout de Marjon (1991), Boadicée de Béval (1992)
- Prix Joseph Lafosse – 6 – Luga (1982), Oppoka Mabon (1985), Potin d'Amour (1986), Tahita de Yet (1990), Creator Boy (1995), Habitat (1999)
- Prix de Basly – 5 – Mabrouka (1981), Quinze janvier (1985), Villebon (1990), Atout de Marjon (1991), Boadicée de Béval (1992)
- Prix Edmond Henry – 5 – Luga (1982), Montsurvent (1983), Oppoka Mabon (1985), Potin d'Amour (1986), Vaflosa Gédé (1992)
- Prix Legoux–Longpré – 5 – Luga (1982), Montsurvent (1983), Tahita de Yet (1990), Vaflosa Gédé (1992), Creator Boy (1995)
- Prix Louis Tillaye – 5 – Nestoriac (1982), Speed Clayettois (1987), Atout de Marjon (1991), Boadicée de Béval (1992), Kyrielle Club (2001)
- Prix Hervé Ceran–Maillard – 4 – Luga (1982), Tahita de Yet (1990), Vaflosa Gédé (1992), Creator Boy (1995)
- Prix Raoul Ballière – 4 – Nestoriac (1982), Speed Clayettois (1987), Boadicée de Béval (1992), Ibis Blue (1999)
- Prix de Londres – 4 – Éringa (1977), Idée Baroque (1980, 1981), Passe Avant (1987)
- Prix Xavier de Saint Palais – 4 – Irish Glory (1979), Montsurvent (1983), Potin d'Amour (1986), Rirstly (1988)
- Prix de Pardieu – 3 – Mabrouka (1981), Quavolta (1986), Speed Clayettois (1988)
- Prix Louis Le Bourg – 3 – Mabrouka (1981), Raja de Bellouet (1987), En Vrie (1996)
- Prix Philippe du Rozier – 3 – Potin d'Amour (1985), Chopin des Lices (1994), Flash Meslois (1997)
- Prix Victor Cavey – 3 – Nersinou (1984), Oppoka Mabon (1985), Urac  de Valaudière (1991)
- Prix Jules Lemonnier – 3 – Champenoise (1975), Potin d'Amour (1987), Suva (1990)
- Prix du Calvados – 2 – Idée Baroque (1981), Luga (1985)
- Prix du Pontavice de Heussey – 2 – Eringa (1978), Un Beau Matin (1994)
- Prix Camille Blaisot – 2 – Potin d'Amour (1986), Éclair du Pam (1997)
- Prix Louis Forcinal – 2 – Athos des Brégères (1994), Chopin des Lices (1995)
- Prix Reynolds – 2 – Idée Baroque (1980), Luga (1984)
- Prix Théophile Lallouet – 1 – Luga (1983)
- Prix Léon Tacquet – 1 – Tristan Williams (1990)
- Prix Camille de Wazières – 1 – Mabrouka (1982)
- Prix René Palyart – 1 – Quavolta (1986)
- Prix Lavater – 1 – Potin d'Amour (1985)
- Prix Paul Bastard – 1 – Potin d'Amour (1986)
- Prix Jean Gauvreau – 1 – Potin d'Amour (1986)
- Prix Émile Riotteau – 1 – Speed Clayettois (1987)
- Prix Ceneri Forcinal – 1 – Speed Clayettois (1988)
- Prix Henri Ballière – 1 – Speed Clayettois (1988)
- Prix Camille Lepecq - 1 - Éringa (1978)

 États-Unis
- International Trot – 1 – Rêve d'Udon (1990)

 Allemagne
- Elite–Rennen  – 2 – Rêve d'Udon (1989, 1990)
- Grosser Preis von Bild  – 1 – Rêve d'Udon (1991)

 Suède
- Åby Stora Pris  – 1 – Rêve d'Udon (1990)